# Stichopogon agustifrons
Stichopogon agustifrons är en tvåvingeart som beskrevs av Oskar Theodor 1980. Stichopogon agustifrons ingår i släktet Stichopogon och familjen rovflugor. Inga underarter finns listade i Catalogue of Life.